# The Circus (álbum)
The Circus es el segundo álbum del dueto inglés de synth pop Erasure. Fue lanzado originalmente en abril de 1987 por Mute Records en el Reino Unido y Sire Records en los Estados Unidos. Fue el segundo álbum producido por Flood y se convirtió en el disco revelación del dúo en el Reino Unido. Guy Barker participa tocando trompeta como artista invitado.
En retrospectiva, fue uno de los álbumes del dueto que logró mayor permanencia en los rankings. Generó dos exitosos sencillos y el primero, "Sometimes", alcanzó el puesto número 2 en Inglaterra y catapultó a Erasure como suceso en otros países de Europa, entre ellos Alemania.
Aunque el éxito en el mercado estadounidense no llegó con este álbum, generó 2 hits (incluyendo un número 1) en la lista Hot Dance Music/Club Play de la revista Billboard. También se convirtió en el primer disco en alcanzar el Billboard 200.
Todos los temas fueron escritos por Vince Clarke y Andy Bell, excepto uno de los agregados en la edición en CD.

## Listado de canciones
El álbum apareció en tres formatos, el estándar en disco de vinilo, en formato digital de disco compacto y en casete de cinta magnética de audio. La edición en CD como bonos incluyó tres remezclas exclusivas.

Edición en LP
| Lado A |                         |          |  |
| N.º    | Título                  | Duración |  |
| 1.     | «It Doesn't Have to Be» | 3:51     |  |
| 2.     | «Hideaway»              | 3:48     |  |
| 3.     | «Don't Dance»           | 3:36     |  |
| 4.     | «If I Could»            | 3:52     |  |
| 5.     | «Sexuality»             | 3:55     |  |

| Lado B |                     |          |  |
| N.º    | Título              | Duración |  |
| 1.     | «Victim of Love»    | 3:40     |  |
| 2.     | «Leave Me to Bleed» | 3:21     |  |
| 3.     | «Sometimes»         | 3:38     |  |
| 4.     | «The Circus»        | 5:30     |  |
| 5.     | «Spiralling»        | 3:10     |  |

Edición en CD
Contiene adicionalmente tres lados B como era frecuente en aquella época, pues el formato aún era casi una edición de lujo.

| The Circus |                                                                                          |          |  |
| N.º        | Título                                                                                   | Duración |  |
| 1.         | «It Doesnt Have to Be»                                                                   | 3:51     |  |
| 2.         | «Hideaway»                                                                               | 3:48     |  |
| 3.         | «Dont Dance»                                                                             | 3:36     |  |
| 4.         | «If I Could»                                                                             | 3:52     |  |
| 5.         | «Sexuality»                                                                              | 3:55     |  |
| 6.         | «Victim of Love»                                                                         | 3:40     |  |
| 7.         | «Leave Me to Bleed»                                                                      | 3:21     |  |
| 8.         | «Sometimes»                                                                              | 3:38     |  |
| 9.         | «The Circus»                                                                             | 5:30     |  |
| 10.        | «Spiralling»                                                                             | 3:10     |  |
| 11.        | «In the Hall of the Mountain King» (de la suite Peer Gynt n.º 1 Opus 46 de Edvard Grieg) | 2:58     |  |
| 12.        | «Sometimes» (Extended Mix)                                                               | 5:22     |  |
| 13.        | «It Doesn't Have to Be» (The Boop Oopa Doo Mix)                                          | 7:12     |  |

La edición en casete contiene los temas que aparecen en la versión en disco de vinilo.

## Créditos
Todos los temas escritos por Clarke/Bell, excepto los indicados.
- Guy Barker participa tocando la trompeta como artista invitado en Sometimes.

## Ubicación en las listas
The Circus llegó al puesto 6 en el ranking de álbumes del Reino Unido y al número 20 en el alemán. Alcanzó también el puesto 190 en el Billboard 200. Años más tarde, en plena masividad logró el puesto número 16 en la Argentina.

## Datos adicionales
El álbum fue tocado en vivo en su gira The Circus Tour. Terminada la gira, canciones en vivo de la misma más remezclas más versiones orquestales formaron parte del álbum The Two Ring Circus.

## The Circus - Edición 2011
En 2011, aprovechando la gira mundial que estaba realizando Erasure, se editó una versión remasterizada de The Circus con un CD que contiene el listado original.

Además, The Circus, edición 2011 viene acompañado por un CD extra y un DVD.

El CD extra contiene todos los lados B que aparecían en los sencillos, algunas mezclas y registros de sesiones.

El DVD, cuenta con los videos promocionales del álbum, presentaciones en vivo y algunos extras, junto con el recital Live at the Seaside, que había aparecido previamente sólo en formato de VHS.

Una edición similar, se realizó al mismo tiempo para Wonderland, el primer álbum de la banda.
| CD Original remasterizado 1. It Doesn't Have To Be 2. Hideaway 3. Don't Dance 4. If I Could 5. Sexuality 6. Victim of Love 7. Leave Me to Bleed 8. Sometimes 9. The Circus 10. Spiralling 11. In The Hall of The Mountain King (de la suite Peer Gynt n.º 1 Opus 46 de Edvard Grieg arreglada por Erasure) 12. Sometimes (12" Mix) 13. It Doesn't Have To Be (Boop Oopa Doo Mix) | Lados B, mezclas y sesiones 1. Sexuality (12" Mix) 2. Sometimes (Shiver Mix) 3. The Circus (Bareback Rider Mix) 4. Who Needs Love Like That (Betty Boop Mix) 5. It Doesn't Have To Be (Cement Mix) 6. The Soldier's Return (The Return Of The Radical Radcliffe Mix) 7. Victim Of Love (Vixen Vitesse Mix) 8. If I Could (Japanese Mix) 9. The Circus (Radio 1 Session, 10/3/87) 10. Gimme! Gimme! Gimme! (Radio 1 Session, 10/3/87) 11. Spiralling (Radio 1 Session, 10/3/87) 12. Phantom Bride (Radio 1 Session, 10/3/87) |

Videos promocionales, presentaciones en vivo y extras
1. Sometimes (promo video)
2. It Doesn't Have To Be (promo video)
3. Victim Of Love (promo video)
4. The Circus (promo video)
5. Sometimes (TOTP, 20/11/86)
6. It Doesn't Have To Be (TOTP, 19/3/87)
7. Victim Of Love (TOTP, 5/6/87)
8. The Circus (TOTP, 22/10/87)

Live At The Seaside, grabado en The Dome en Brighton el 17/4/87
1. Safety In Numbers
2. Victim Of Love
3. It Doesn't Have To Be
4. Don't Dance
5. Who Needs Love (Like That)
6. Leave Me To Bleed
7. If I Could
8. Oh L'Amour
9. The Circus
10. Say What
11. Sometimes
12. Spiralling
13. Gimme! Gimme! Gimme!

### Créditos de Live at the Seaside
Coros: Derek Ian Smith y Steve Myers.

Productores ejecutivos: Angus Margerison, Daniel Miller.

## Datos adicionales
En el CD 2, aparece una versión temprana de Phantom Bride. Esta versión fue presentada en la BBC un año antes de ser incluida en el álbum The Innocents y por ese entonces se la llamó Crying.